# Kanton Maubeuge-Sud
Maubeuge-Sud (Nederlands: Mabuse-Zuid) is een voormalig kanton van het Franse Noorderdepartement. Het kanton maakte deel uit van het arrondissement Avesnes-sur-Helpe.

## Gemeenten
Het kanton Maubeuge-Sud omvatte de volgende gemeenten:
- Boussois
- Cerfontaine
- Colleret
- Damousies
- Ferrière-la-Grande
- Ferrière-la-Petite
- Louvroil
- Maubeuge (deels, hoofdplaats)
- Obrechies
- Quiévelon
- Recquignies
- Rousies
- Wattignies-la-Victoire